# Personaggi di Violetta
In questa pagina sono elencati i personaggi del serial televisivo Violetta, in onda dal 14 maggio 2012 su Disney Channel.

## Personaggi principali

### Violetta Castillo
interpretata da Martina Stoessel doppiata da Emanuela Ionica (stagione 1-3)

Violetta è figlia di German Castillo, ingegnere e Maria Saramego, cantante. Quando Violetta ha soltanto cinque anni, la madre muore in un incidente in tournée e il padre non vuole che la figlia canti.
È una ragazza gentile, con una bellissima voce ereditata dalla madre, e una grande passione per la musica e il canto.  
Quando ritorna a Buenos Aires, inizia a prendere lezioni private di piano presso lo Studio 21, un'accademia di musica e ballo, all'insaputa del padre. Lì scopre un mondo nuovo dove trova il suo primo amore, Tomas, il suo futuro grande amore, Leon, e conosce i suoi migliori amici, Francesca, Camilla, Maxi, la sua rivale Ludmila e Nata, "spalla" di quest'ultima.
Scopre la storia della sua famiglia, tra cui quella di sua nonna e di sua zia Angie.
Avrà anche una relazione con Diego e nella terza stagione si travestirà per stare vicino a Leon. Violetta è la migliore amica di Francesca dalla prima stagione. Nella terza stagione Ludmila comincia a conoscere meglio Violetta, fino a diventare amiche, proprio quando vivono nella stessa casa (in una parte della terza stagione) a causa del fidanzamento dei loro due genitori.

### Tomás Heredia
interpretato da Pablo Espinosa e doppiato da Alessandro Ward (stagione 1)

Tomás è un ragazzo carino, semplice, e, talvolta, un po' insicuro e in disparte. Suona la chitarra ed ama cantare.
Diventa assistente del professor Beto per poter studiare presso lo Studio. È nato in Spagna, ma si è trasferito a Buenos Aires con la madre per prendersi cura della nonna. È stato il primo amore di Violetta. Alla fine della prima stagione, dopo lo spettacolo di fine anno, ritorna in Spagna. 
Per un periodo si fidanza con Ludmilla e poi con Francesca ma si lascerà con entrambe poiché ancora innamorato di Violetta. 

### Maximiliano "Maxi" Ponte
interpretato da Facundo Gambandè e doppiato da Manuel Meli (stagione 1-3)

È il miglior ballerino dello Studio. È divertente, creativo, spiritoso e sognatore. 
Suona la tastiera, il sintetizzatore, e sa costruire basi al computer per registrare, un giorno, un album. I suoi migliori amici sono Camilla, Violetta e Francesca.  
Si innamora, ricambiato, di Nata, e il loro rapporto sarà molto travagliato anche a causa di Ludmilla. Nella terza stagione esce per un po’ con Matilda, una ragazza  che cerca di far tornare Leon nel motocross.

### Ángela "Angie " Carrara in Castillo
interpretata da Clara Alonso e doppiata da Francesca Manicone (stagione 1-3)

Ángela è la sorella di Maria, la madre di Violetta. È la professoressa di canto dello Studio e fa da istitutrice a Violetta per starle vicino. Lascerà Buenos Aires per andare a lavorare in Francia dall'episodio 66 al 80 della seconda stagione. Tornerà nella terza stagione nel episodio 24 alla fine si sposerà con Germán nell'episodio 80.

### Ludmila Ferro
interpretata da Mercedes Lambre e doppiata da Alessia Amendola (stagione 1-3) 

Ludmila proviene da una famiglia benestante. È la ragazza più cool dello Studio. Ottiene sempre quello che vuole ed è invidiosa di Violetta e crudele nei suoi confronti, solo perché comincia a mettersi in gioco e ad essere ben voluta tra amici e ragazzi mettendo in pericolo il suo ruolo di “regina incontrastata” dello studio e rischiando di metterla in ombra. 
È innamorata di Tomas e fa di tutto per separarlo da Violetta.  
Nella seconda stagione, ha l’opportunità di provare l’amore per davvero grazie a Federico, l’unico ragazzo che riuscirà a tirare fuori il meglio di lei, però idea un piano con Diego per fare soffrire Violetta e buttarla fuori dalla scuola. 
Durante la terza stagione il suo personaggio viene approfondito e riusciamo a vedere e capire la sua sofferenza causata dalla madre che le fa pressioni affinché sua figlia possa essere la migliore.
Alla fine della terza stagione notiamo un’evoluzione del personaggio di Ludmilla, che grazie all’aiuto di Violetta, German e Federico  cambia il suo atteggiamento e riesce anche a recuperare il rapporto con il padre..

### Clément "Alex" Galàn
interpretato da Damien Lauretta e doppiato da Gabriele Lopez (stagione 3)

Clement è un ragazzo che viene dalla Francia. Ha una grande passione per la musica che viene ostacolata dal padre, Nicolas, che vuole che si dedichi all'economia e la gestione di impresa.
Entrerà allo studio con il nome di Alex, fingendosi un ragazzo povero che lavora come cameriere. Otterrà una borsa di studio grazie ad Antonio.
Si innamora di Violetta, aiuterà Gery ad allontanare lei e Leon, ma la protagonista lo vedrà sempre come un amico. Alla fine si innamora di Gery si fidanzano alla fine della terza stagione.

### Germán Castillo
interpretato da Diego Ramos e doppiato da Mario Cordova (stagione 1-3) 

Germán è il padre di Violetta. È un uomo rigido e testardo, ma dal cuore d'oro. Vuole molto bene a sua figlia, e per questo tenta di proteggerla tenendola lontana dai ragazzi. È molto severo con lei e spesso si dimostra geloso quando fa qualcosa che lui non condivide.
É fidanzato con Jade, una donna cinica e ottusa e il cui fratello, Matías, mira al denaro che possiede. L'arrivo di Angie cambierà il suo modo di pensare. 
Nella seconda stagione, si innamorerà di Esmeralda e inizierà a spiare Violetta allo studio assumendo l'identità di Jeremias, ma sarà scoperto dalla figlia e ciò creerà una spaccatura tra i due che sarà risanata grazie a Leon nell'ultima puntata. 
Nella terza stagione, si innamorerà e in seguito si legherà sentimentalmente a Priscilla, la madre di Ludmilla, ma alla fine capirà che l'unica che riesce a farlo felice è Angie. I due si sposeranno nell'ultimo episodio della terza stagione.

### Francesca Caviglia
interpretata da Lodovica Comello e doppiata da Lodovica Comello (stagione 1-3) 

Francesca è una ragazza molto intelligente ed una buona amica su cui si può sempre contare. È italiana e nella prima stagione si mostra innamorata di Tomas, suo grande amico. Per un periodo si fidanzeranno  per poi lasciarsi perché Francesca capisce che è innamorato di Violetta. 
È la migliore amica di Violetta, riuscirà sempre ad aiutarla.
Nella seconda stagione, si innamora di Marco, ma si lasceranno all’inizio della terza stagione. In seguito si innamorerà di Diego. Per un periodo lo terrà nascosto a Violetta, il che causerà un'incomprensione tra i due. Riusciranno a chiarirsi grazie alla loro amicizia e una lettera che Francesca scrive per lei.

### Camila Torres
interpretata da Candelaria Molfese e doppiata da Giulia Tarquini (stagione 1-3) 

Camila è una ragazza divertente, estroversa e giusta, che non si tira indietro quando si tratta di difendere i propri amici e le proprie convinzioni. È migliore amica di Maxi, Francesca e Violetta sogna di diventare una cantante di fama. Ha molto talento. Nella prima stagione si innamora di Broadway, e ricambiata, si fidanzano; nella seconda stagione si fidanza per un breve periodo con Sebastián, ma Broadway è geloso, poiché mai ha smesso di amarla. Ritorneranno insieme alla fine della seconda stagione. 

### Jade LaFontaine
interpretata da Florencia Benitez e doppiata da Eleonora Reti (stagione 1-3)

Jade è, all'inizio della prima stagione, la fidanzata e futura sposa di German. È una donna molto superficiale, sempre memore del suo aspetto. È seducente, gelosa, capricciosa, egoista e manipolatrice. Proviene da una famiglia ricca, è nata nell'abbondanza e non ha mai necessitato di lavorare per vivere. Però, quando perde la sua fortuna, capisce che l'unico modo per mantenere il suo stile di vita è sposarsi con German ed è molto gelosa di Angie. Nella seconda stagione, architetta con il fratello un piano per tornare insieme a German assumendo Esmeralda. 
Nell’episodio 48 della terza stagione si sposa con Nicolas, padre di Clement.

### Priscila Ferro
interpretata da Florencia Ortiz è doppiata da Sabrina Duranti (stagione 3)

È la madre di Ludmila e si innamora di Germán. È una donna affascinante e molto bella, che all'apparenza può sembrare dolce e amabile, ma che in fondo è perfida e maligna e vendicativa. Maltratta Ludmila, poiché insoddisfatta di lei.

### Matías LaFontaine
interpretato da Joaquín Berthold è doppiato da Patrizio Cigliano (stagione 1-3)

Matias è il fratello di Jade. È interessato ai soldi di Germán e cercherà di farlo sposare con la sorella. 
Si fidanza con Marcela Parodi, ispettrice di polizia che nella seconda stagione si occupa della truffa subita da German.

### Olga Patricia Peña
interpretata da Mirta Wons e doppiata da Daniela Abbruzzese (stagione 1-3)

Olga è una donna divertente, loquace, spontanea, piuttosto pettegola e molto estroversa. È al servizio della famiglia Castillo da molti anni. Venera Violetta come se fosse sua figlia. È innamorata di Roberto, si fidanzano alla fine della terza stagione. 

### Roberto Lisandro
interpretato da Alfredo Allende e doppiato da Enzo Avolio (stagione 1-3) 

Roberto è la mano destra di Germán, il suo confidente e miglior amico, amministratore della sua azienda. Olga dichiara il suo amore per lui in modo permanente, ma lui le richiede costantemente di rispettare il suo spazio vitale. Roberto si fidanza con Olga alla fine della terza stagione.

### Pablo Galindo
interpretato da Ezequiel Rodríguez e doppiato da Gabriele Sabatini (stagione 1-3)  
Pablo è il direttore dello Studio.   È il migliore amico di Angie, nonostante sia perdutamente innamorato di lei. È geloso di German da quando Angie diventa l'istitutrice di Violetta. Nella seconda stagione, si fidanza con Jackie, ma è ancora innamorato di Angie e per questo il rapporto tra i due si deteriora. Dopo la morte di Antonio nel episodio 24 della terza stagione, lascerà lo Studio e diventerà manager della band dei ragazzi per poi innamorarsi di Brenda. Ritornerà allo studio come direttore quando Germán diventerà il proprietario. 

### Federico
interpretato da Ruggero Pasquarelli e doppiato da Ruggero Pasquarelli (stagione 1,dal episodio 54  al 71), nella seconda arriva nel episodio 46 ed è presente nel cast per tutta la terza stagione. Federico partecipa ad uno scambio tra studenti, è italiano ed alloggia a casa di Violetta. Vince il reality show web di Youmix e diventa una stella internazionale nella prima stagione. Nella seconda stagione torna allo Studio e si innamora di Ludmilla. Lascerà YouMix e formerà una band con Leon, Maxi, Broadway e Andrés.

### Andres Calixto
interpretato da Nicolas Garnier e doppiato da Flavio Aquilone (stagione 1-3)

È il migliore amico di León. Sa essere un vero amico e a volte stupisce tutti con le sue perle di saggezza sull'amore.
A causa di ciò, aprirà un blog sull'amore nella terza stagione ma quando sarà troppo ossessionato da esso i suoi compagni gli chiederanno di scegliere tra il sito e la band. Andres sceglierà quest'ultima.

### Leon Vargas
Interpretato da Jorge Blanco e doppiato da Andrea Mete (stagione 1-3)

León è inizialmente cattivo ed è il ragazzo di Ludmila, ma dopo aver conosciuto Violetta cambia e si innamora di lei. I due si lasciano verso la fine della prima stagione.
Nella seconda stagione inizia a praticare motocross e si fidanzerà con il suo meccanico, Lara, per cercare di dimenticare Violetta, ma si lasceranno quando lui e Violetta vincono un concorso a coppie che li porterà in Spagna. Lascerà lo Studio per dedicarsi alla band dal ventunesimo episodio della terza stagione ritornando successivamente. Si rimette con Violetta nell’episodio 80 della seconda stagione. Nella terza stagione si innamorerà di Roxy per dimenticare Violetta, ma quando scopre che in realtà Roxy non è altro che Violetta travestita, prima si allontana da Violetta per poi scoprire di non riuscire a dimenticarla. Dopo un continuo tira e molla, Leon e Violetta si rimetteranno finalmente insieme e canteranno al matrimonio di German e Angie.

### Natalia "Nata"
interpretata da Alba Rico e doppiata da Virginia Brunetti (stagione 1-3) 

Naty si presenta come una ragazza molto carina, che vive per la moda e guarda dall'alto verso il basso il resto degli studenti. In realtà, subito dopo, si mostra insicura e pensa che l'unico modo per avere successo sia restare amica di Ludmila. È una brava ballerina e cantante, ma Ludmila non le dà il permesso di sfruttare le sue capacità, cosa che cambierà man mano restando comunque la sua migliore amica. 
È innamorata segretamente di Maxi, ricambiata. Si lasceranno brevemente nella prima parte della terza stagione, per poi tornare nuovamente insieme.

### Luca Caviglia
interpretato da Simone Lijoi (stagione 1)

Luca è il fratello maggiore di Francesca e il direttore del Restò Bar, situato vicino allo Studio, che diverrà Restò Band in seguito ed è il punto di ritrovo dei ragazzi nella prima stagione. il resto band chiude nel episodio 78 della prima stagione 

### Broadway
interpretato da Samuel Nascimento e doppiato da Marco Vivio (stagione 1-3)

Brodway è nuovo allo Studio 21 e viene da San Paulo in Brasile. Gregorio lo incarica di fargli da spia, ma in un secondo momento lui rinuncia a causa della forte amicizia creatasi con gli altri studenti. Si innamora e si fidanza con Camilla nella prima stagione. Si lasceranno per un breve periodo quando Camilla frequenterà Sebastian, per poi ritornare insieme a lei. Forma una band con Leon, Andres, Maxi e Federico.

### Napoleon "Napo"
interpretato da Rodrigo Velilla e doppiato da Federico Viola (stagione 1)

È il cugino di Ludmilla e cercherà di essere come lei, ma alla fine diventerà amico degli altri ragazzi.

### Brako
interpretato da Artur Logunov (stagione 1)

Brako è un ragazzo intelligente e dalla personalità pazzesca, che a volte sembra vivere in un proprio mondo. È un grande ballerino di popping e hip hop. Per il suo aspetto e il suo accento si intuisce che è straniero, ma non viene mai specificato da dove provenga. Parla una lingua diversa rispetto agli altri ragazzi. Quando si annoia o è nervoso per qualche ragazza che gli piace, lui è nato a Kiev in Ucraina 

### Marco Tavelli
interpretato da Xabiani Ponce De León (stagione 2-3)

Marco è messicano e vive in Argentina. È fan dei ragazzi dello Studio, soprattutto di Francesca, che ha conosciuto attraverso il portale di Youmix. Al principio cercherà in ogni modo di conquistarla, e alla fine lei cederà. È un ragazzo dolce ed estroverso, e ha talento per la musica. 
Nella terza stagione lascerà lo Studio e Francesca per entrare al Royal Auditorium di Londra.

### Lara
interpretata da Valeria Soledad Baroni (stagione 2)

Lara è il meccanico di Leon. È una ragazza forte, indipendente e laboriosa. Nella seconda stagione ha una storia con Leon, ma si lasceranno in occasione del viaggio a Madrid nel episodio 70   vinto da León con Violetta, di cui lei è sempre stata gelosa. Leon lascia Lara nel episodio 70 della seconda stagione. 

### Gery
interpretata da Macarena Miguel e doppiata da Ludovica Bebi (stagione 3)

Gery è una ragazza furba, carina ma manipolatrice, che entra allo Studio come assistente di Beto. Conosce Leon e se ne innamora e farà di tutto per separarlo da Violetta. Alla fine della terza stagione si fidanza con Clement. 

### Gregorio Casal
interpretato da Rodrigo Pedreira è doppiato da Roberto Certomà (stagione 1-3)

Gregorio è coreografo ed insegnante di danza allo Studio. 
Non sopporta Pablo perché vorrebbe dirigere lo Studio al posto suo.
Alla fine della prima stagione viene cacciato dopo aver tentato di sabotare lo show e ritorna nella seconda stagione come insegnante di danza affiancato da Jackie, la nipote di Antonio.
Scopre di avere un figlio,Diego(dopo 77 episodi),con il quale nella terza stagione, fonda una scuola per artisti professionisti: l'Art Rebel che però deciderà di fondere con lo studio quando quest'ultimo si trova in difficoltà.

### Roberto Benvenuto
interpretato da Pablo Sultani e doppiato da Leonardo Graziano (stagione 1-3)

È l'insegnante di musica dello Studio. È un "genio incompreso", stravagante, goffo, eccentrico e molto buono.
Nella terza stagione avrà una frequentazione con Olga, ma quest'ultima non smetterà di amare Roberto. Resteranno comunque in contatto per la band “Gli spazio vitale” (che decidono di formare insieme Olga, Beto e Roberto).

### Esmeralda Di Pietro
interpretata da Carla Pandolfi e doppiata da Selvaggia Quattrini (stagione 2)

Esmeralda è l'attrice che assumono Jade e Matias per vendicarsi di German. Ha una figlia di nome Ambar con la quale si dimostra molto buona, dolce e protettiva.

### Jacqueline "Jackie" Saenz
interpretata da Valentina Frione e doppiata da Valentina Mari (stagione 2)

Jackie è la nipote di Antonio e la nuova insegnante di danza allo Studio. È molto severa con gli studenti ed esige che tutto sia sempre perfetto. 
Conosce Pablo da molto tempo e per questo riesce a conquistarlo, anche se a causa della sua gelosia per Angie e i tormenti a proposito di questo da parte di Gregorio lo lascerà e se ne andrà dallo Studio.

### Nicolàs Galàn
interpretato da Nacho Gadano e doppiato da Francesco Prando (stagione 3)

Nicolàs è il padre di Clement. Si innamora di Jade, che alla fine riesce a conquistare. Nicolas sposerà Jade nell'episodio 49 della terza stagione del 2015 e attualmente sposato con l'attrice Florencia Benitez 

### Milton Vinicius
interpretato da Rodrigo Frampton e doppiato da Daniele Raffaeli (stagione 3)

Milton è il nuovo e malvagio professore di canto allo Studio On Beat che andrà via quando Angie ritorna dalla Francia poco dopo la morte di Antonio. 

### Antonio Fernandez Vallejos
interpretato da Alberto Fernández de Rosa e doppiato da Massimo Milazzo (stagione 1-3) 

Antonio è il proprietario dello Studio dal 1982. In sua assenza, ha nominato Pablo come direttore temporaneo, e lavoreranno insieme quando ritorna alla fine della prima stagione. Incoraggia Violetta e i suoi amici. Muore nella terza stagione lasciando lo studio in condizioni economiche disastrose.  

## Personaggi secondari
- Rafael Palmer (Germán Tripel; stagione 1) è una super star mondiale che si è laureato allo Studio 21. Si sente attratto da Angie e cerca in tutti i modi di conquistarla. Appare a inizio stagione e poi torna dall'episodio 54 per le audizioni del reality show web di Youmix.
- Angélica (Nilda Raggi; stagione 1) è la nonna di Violetta e la madre di Angie. Vuole raccontare tutta la verità a sua nipote per poter recuperare un rapporto con lei.
- Laura (Nicole Luis; stagione 1) è la sorella di Andres. È innocente e angelica. È stata, a suo tempo, l'interesse amoroso di Maxi.
- Andrea (Nikole Castillo; stagione 1) è un'alunna dello Studio 21 fanatica del violoncello. Era perfidamente innamorata di Maxi e aveva fatto di tutto per conquistarlo.
- Lena (Lucía Gil; stagioni 1-3) è la sorella di Nata ed ex studentessa dello Studio 21. Ha cantato sul suo blog molte canzoni dell'accademia, tutta da sola. Viene spesso derisa da Ludmilla.
- Marotti (Diego Álcala; stagione 1-3) è il produttore esecutivo di Youmix, il portale da cui è trasmesso il reality dello Studio, Talenti 21. Nella seconda stagione riappare per trasmettere sul portale di Youmix gli spettacoli dei ragazzi dello Studio.
- Jacinto LaFontaine (stagione 1) è il padre di Jade e Matìas. Fugge dal carcere per intrufolarsi in incognito nella casa di German e derubarlo della sua fortuna.
- Dionisio Juárez "DJ"  (Gerardo Velázquez; stagione 2) è messicano e fan dei ragazzi dello Studio, conosciuti attraverso il reality di Youmix. Vince un concorso del portale ed arriva allo Studio per assistere alle lezioni frequentate dai ragazzi. Inoltre cura un blog, "La campana del gossip", dove racconta tutte le sue esperienze di vita. Si innamora di Camilla e cerca di conquistarla. Avendo fallito l'esame di ammissione dello Studio, diventa l'assistente di Beto.
- Oscar Cardozo (Luis Sabatini, stagione 2) è la guardia del corpo di Emma, la figlia del sindaco della città. La controlla tutto il tempo e non gli piace che lei si relazioni con i ragazzi. Si innamora di Olga, con cui si fidanza. La donna è però innamorata da sempre di Roberto e per questo lo lascia.
- Emma Toledo (Paloma Sirvén; stagione 2) è la figlia del sindaco della città ed una fan dei ragazzi dello Studio, soprattutto di Andres, che ha conosciuto tramite il portale di Youmix. È stata per un periodo la fidanzata di Andrés.
- Libi (Gaya Gur Arie; stagione 2) è di Israele. È una figura di Youmix, di cui ha vinto un concorso di ballo. È esperta di nuove tendenze. È innamorata di Andres.
- Ana (Justina Bustos; stagione 2) è la ex-fidanzata di Marco e una nuova studente dello Studio. Arriva in Argentina credendo di essere ancora la fidanzata di Marco, ma in quel periodo il ragazzo è fidanzato con Francesca. Ana è cattiva sia con Francesca che con Marco, e fa di tutto per separarli e rimettersi insieme a lui. Ammette anche con Marco di dar torto a Francesca, e in quel periodo finge di essere sua amica per dirle bugie su Marco, facendola ingelosire. Per colpa di Ana si lasciano.
- Marcela Parodi (Soledad Comasco; stagione 2-3) è la poliziotta incaricata delle indagini sulla sparizione del denaro di German. Insieme a Jade, ha smascherato Esmeralda per dimostrare che aveva rubato il denaro. Matìas si innamora di lei, ricambiato.
- María Saramego (solo menzionata) è la madre di Violetta. Era una cantante famosa che aveva studiato allo Studio 21. Morì in un tragico incidente aereo quando Violetta aveva solo cinque anni.
- Agnese (Lara Muñoz; stagione 1) è la cuginetta di Tomas. Appoggia Tomas e gli dà consigli quando questo si innamora di Violetta.
- Psicologo (Martín Pavlovsky; stagione 1-2) è il dottore che Antonio ha consigliato a Gregorio per superare i suoi problemi, quando questo viene cacciato dallo Studio.
- Dr. Lombardo (Mariano Musimeci; stagione 1) è il poliziotto responsabile della custodia di Matias e delle sue questioni legali.
- Sig. Améndola (Francisco Benvenuti; stagione 1) è un direttore artistico assunto da Pablo per lo spettacolo dello Studio 21.
- Gustavo (Thiago Batistuta; stagione 1 ) è uno studente dello Studio 21. Nata è innamorata di lui, ma Gustavo la usa solo per avvicinarsi a Ludmilla.
- Maestro Zambrano (Pedro Maurizi; stagione 1) è un bambino prodigio con un grande talento musicale. È innamorato di Agnese, la cugina di Tomas.
- Charly (Jesús Villegas; stagione 1) è un produttore responsabile di alimenti per animali domestici. Ingannò Ludmilla per farle firmare un contratto e farla diventare il volto della pubblicità Un maiale felice, dove lei interpreta proprio il ruolo dell'animale.
- Mara (Sumi Justo; stagione 1) è la nuova cuoca del Restò Band. Maxi si innamora di lei, ma poi scopre che è sua cugina.
- Valeria (Yasmim Manaia; stagione 1) è la cugina di Broduey venuta dal Brasile a fargli visita. All'inizio Camilla credeva che fosse la sua ragazza, ma poi scopre che è una sua parente.
- Ambar Di Pietro (Agustina Cabo; stagione 2) è la figlia di Esmeralda, che la porta a vivere con sé nella casa di German. È manipolatrice, capricciosa e impertinente. Possiede un tablet con cui registra le cose importanti che avvengono in casa per poter ricattare le persone.
- Martina (Martina Petrucci; stagione 2) è la cugina italiana di Francesca, che conosce lo Studio quando si reca a farle visita a Buenos Aires.
- Erica (stagione 3) è la sorellastra di Diego. Quando Francesca vede Diego e Erica insieme, lei crede che sia la sua fidanzata, ma poi Diego le spiega tutto.
- College Eleven sono la prima celebrità. Appaiono nella prima stagione, interpretando "Go!", quando i ragazzi dello Studio stavano raccogliendo denaro per pagare un luogo dove realizzare il loro spettacolo. Tornano nella seconda stagione interpretando il brano "Yes, I do".
- Rock Bones fanno la loro prima apparizione nello stesso episodio dei College Eleven interpretando la canzone "Mi perdición" insieme a Martina Stoessel. Ritornano nella seconda stagione, dove interpretano le canzoni "Tonight" e "A los cuatro vientos", quest'ultima sempre insieme a Martina Stoessel.
- Bridgit Mendler è la seconda celebrità che appare. Partecipa alla seconda stagione interpretando "Hurricane".
- Seba: Ragazzo temporaneo di Camilla. Si lasciano quando lui e il suo gruppo devono fare un tour.